# Serie B (Ecuador)
La Serie B, nota anche con il nome commerciale LigaPro Ecuabet Serie B, è la seconda divisione del calcio ecuadoriano. È organizzata dalla FEF, la federazione calcistica ecuadoriana.
Il campionato è composto da due fasi con gironi all'italiana: la prima fase (tutti contro tutti) si compone di 22 giornate, così come la seconda. Al termine viene stilata una classifica cumulativa con la somma dei punti conquistati nelle due fasi: vengono promosse in Serie A le prime 3 classificate, mentre retrocedono in Segunda Categoría le ultime due.

## Organico 2018
- América de Quito
- Clan Juvenil
- Fuerza Amarilla
- Gualaceo
- LDU Loja
- LDU Portoviejo
- Manta
- Mushuc Runa
- Olmedo
- Orense
- Puerto Quito
- Santa Rita Vinces

## Albo d'oro
| Stagione | Stagione | Campione                 | Secondo posto         |
| -------- | -------- | ------------------------ | --------------------- |
| 1971     | 1971     | Macará                   | Olmedo                |
| 1972     | E1       | LDU Portoviejo           | Deportivo Quito       |
| 1972     | E2       | Deportivo Cuenca         | Universidad Católica  |
| 1973     | 1973     | Non disputato            | Non disputato         |
| 1974     | E1       | LDU Quito                | América de Quito      |
| 1974     | E2       | Aucas                    | Deportivo Quito       |
| 1975     | E1       | Manta                    | Audaz Octubrino       |
| 1975     | E2       | Audaz Octubrino          | 9 de Octubre          |
| 1976     | E1       | Carmen Mora              | Deportivo Quito       |
| 1976     | E2       | LDU Portoviejo           | América de Quito      |
| 1977     | E1       | LDU Cuenca               | Manta                 |
| 1977     | E2       | Técnico Universitario    | Deportivo Quito       |
| 1978     | E1       | Bonita Banana            | UD Valdez             |
| 1978     | E2       | América de Quito         | LDU Quito             |
| 1979     | E1       | Manta                    | Aucas                 |
| 1979     | E2       | El Nacional              | Everest               |
| 1980     | E1       | Deportivo Quito          | LDU Cuenca            |
| 1980     | E2       | LDU Portoviejo           | Deportivo Cuenca      |
| 1981     | E1       | Emelec                   | 9 de Octubre          |
| 1981     | E2       | Técnico Universitario    | LDU Portoviejo        |
| 1982     | E1       | Quevedo                  | Aucas                 |
| 1982     | E2       | Manta                    | América de Quito      |
| 1983     | 1983     | Non disputato            | Non disputato         |
| 1984     | 1984     | Non disputato            | Non disputato         |
| 1985     | 1985     | Non disputato            | Non disputato         |
| 1986     | 1986     | Non disputato            | Non disputato         |
| 1987     | 1987     | Non disputato            | Non disputato         |
| 1988     | 1988     | Non disputato            | Non disputato         |
| 1989     | E1       | Delfín                   | Universidad Católica  |
| 1989     | E2       | Juventus                 | River Plate Riobamba  |
| 1990     | E1       | Universidad Católica     | LDU Portoviejo        |
| 1990     | E2       | Juvenil                  | LDU Loja              |
| 1991     | E1       | Green Cross              | LDU Portoviejo        |
| 1991     | E2       | Aucas                    | ESPOLI                |
| 1992     | E1       | LDU Portoviejo           | ESPOLI                |
| 1992     | E2       | Santos                   | Calvi                 |
| 1993     | 1993     | ESPOLI                   | LDU Portoviejo        |
| 1994     | 1994     | Olmedo                   | 9 de Octubre          |
| 1995     | 1995     | Deportivo Cuenca         | Técnico Universitario |
| 1996     | 1996     | Quevedo                  | Calvi                 |
| 1997     | 1997     | Panamá                   | Delfín                |
| 1998     | 1998     | Macará                   | Audaz Octubrino       |
| 1999     | 1999     | Técnico Universitario    | LDU Portoviejo        |
| 2000     | 2000     | Delfín                   | LDU Portoviejo        |
| 2001     | 2001     | LDU Quito                | Deportivo Cuenca      |
| 2002     | 2002     | Técnico Universitario    | Manta                 |
| 2003     | 2003     | Olmedo                   | Macará                |
| 2004     | 2004     | Quevedo                  | LDU Loja              |
| 2005     | A        | ESPOLI                   | Manta                 |
| 2005     | C        | Macará                   | Universidad Católica  |
| 2006     | E1       | Deportivo Azogues        | Universidad Católica  |
| 2006     | E2       | Imbabura                 | Universidad Católica  |
| 2007     | 2007     | Universidad Católica     | ESPOLI                |
| 2008     | 2008     | Manta                    | LDU Portoviejo        |
| 2009     | 2009     | Independiente José Terán | Universidad Católica  |
| 2010     | 2010     | LDU Loja                 | Imbabura              |
| 2011     | 2011     | Técnico Universitario    | Macará                |
| 2012     | 2012     | Universidad Católica     | Quevedo               |
| 2013     | 2013     | Olmedo                   | Mushuc Runa           |
| 2014     | 2014     | Aucas                    | River Plate Ecuador   |
| 2015     | 2015     | Delfín                   | Fuerza Amarilla       |
| 2016     | 2016     | Macará                   | Clan Juvenil          |
| 2017     | 2017     | Técnico Universitario    | Aucas                 |